# Fred: The Show
Fred: The Show fue una serie de Nickelodeon, protagonizado por Lucas Cruikshank como Fred. Una vista preliminar fue presentada el 16 de enero de 2012 y se estrenó el 20 de febrero de 2012 en Estados Unidos. El espectáculo llegó a producción tras el éxito de Fred 2: Night of the Living Fred. En Latinoamérica se estrenó el sábado 4 de agosto de 2012 a las 8:PM (UTC-4)., La serie finalizó en Estados Unidos el 3 de agosto de 2012, teniendo solo una temporada, y 24 episodios emitidos, en realidad, son 13 episodios de media hora, puesto que la mayoría de ellos tienen dos segmentos cortos de 11 minutos, además de que Lucas Cruikshank, el creador de Fred, protagonizó otra nueva serie para Nickelodeon llamada Marvin Marvin, por lo que esta serie fue cancelada debido a sus bajos índices de audiencia.

## Reparto
- Lucas Cruikshank es Fred Figglehorn.
- Daniella Monet es Bertha Lupershow. (Remplazando a Jennette McCurdy)
- Jake Weary es Kevin M. Jackson
- Rachel Crow es Starr Winggfield.
- Siobhan Fallon Hogan es Hilda Figglehorn.

## Personajes
- Fred Figglehorn (Lucas Cruikshank) es un chico de 17 años que asiste a la preparatoria.
- Bertha Lupershow (Daniella Monet)es una relajada y chica cool, ella es una adolescente que es realmente agradable a Fred.
- Kevin M. Jackson (Jake Weary) él es el bravucón de la escuela y del vecindario.
- Starr Winggfield (Rachel Crow) es una Estrella como lo dice su nombre cuando sea grande quiere ser una Artista.
- Hilda Figglehorn (Siobhan Fallon Hogan) es la madre de Fred. Ella es muy perezosa.

## Episodios
| Episodios | USA                 | USA                 | Latinoamérica       | Latinoamérica         |
| Episodios | Comienzo            | Final               | Comienzo            | Final                 |
| --------- | ------------------- | ------------------- | ------------------- | --------------------- |
| 24        | 16 de enero de 2012 | 3 de agosto de 2012 | 4 de agosto de 2012 | 27 de octubre de 2012 |